# Balanophyllia (Balanophyllia) regia
Balanophyllia (Balanophyllia) regia is een rifkoralensoort uit de familie van de Dendrophylliidae. De wetenschappelijke naam van de soort werd in 1853 voor het eerst geldig gepubliceerd door Philip Henry Gosse.

## Beschrijving
Deze solitaire steenkoraal heeft een laag cilindrisch corallum, met een sponsachtige en fragiele textuur, tot 15 mm in diameter. De poliep heeft een rijke gele of oranje kleur, vaak met een scharlaken schijf; er zijn waarschijnlijk niet meer dan 48 tentakels die zich uitstrekken tot 25 mm. De vergelijkbare soort Leptopsammia pruvoti is meestal langer en over het algemeen groter, met maximaal 96 tentakels die minder doorschijnend zijn.

## Verspreiding
Deze koraalsoort wordt gevonden in het uiterste zuidwesten van Engeland en Wales en misschien Ierland, nogal lokaal en ongewoon op de Britse Eilanden. Het is ook opgenomen vanuit Zuidwest-Europa en de Middellandse Zee. Wordt gevonden vastgehecht aan rotsen in spleten, grotten en andere beschutte plaatsen; van de lagere kust tot ongeveer 25 meter diepte.